# Théâtre Melico Salazar
Résidence
Le Théâtre Melico Salazar (Teatro Popular Melico Salazar en espagnol) est un théâtre public costaricien, déclaré patrimoine culturel, avec une capacité pour 1 180 spectateurs. 
Le théâtre appartient au Ministère de Culture et la Jeunesse du Costa Rica depuis 1980. Il sert à promouvoir les programmes de la Compagnie nationale de Théâtre, la Compagnie nationale de Danse, l'Atelier nationale de Théâtre, l'Atelier nationale de Danse et PROARTES pour les présentations d'arts scéniques indépendants. Sa fonction, établie par loi, est la démocratisation de la culture.

## Histoire
Le terrain appartenait à l'espagnol José Raventós qui eut l'idée de construire un théâtre pour y produire des zarzuelas et des opérettes.  La conception du théâtre fut l'œuvre de José Fabio Garnier, dramaturge et architecte costaricien d'origine française. 

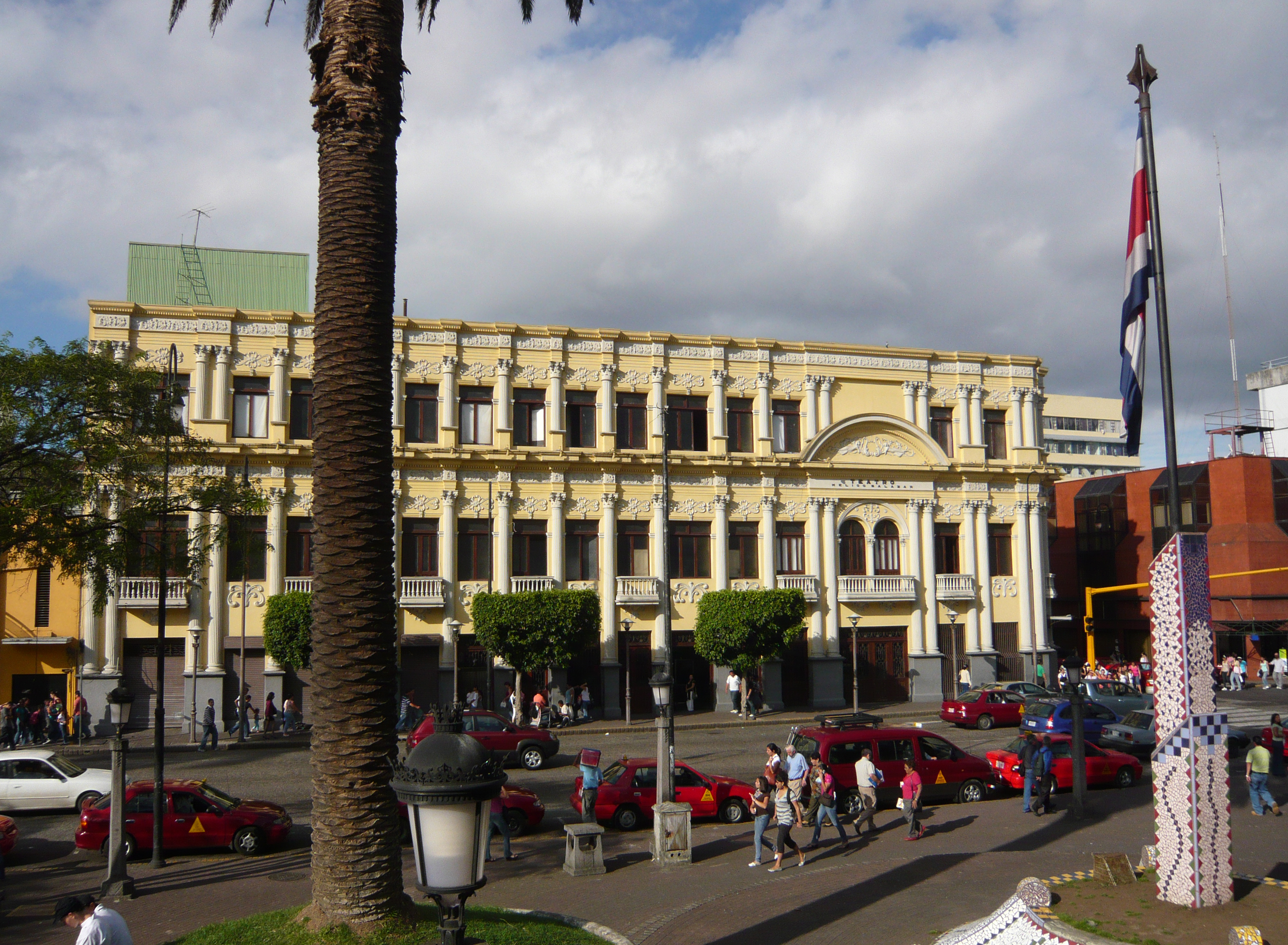
Théâtre Melico Salazar à San José

La construction commença le 8 février 1927 et conclut avec son inauguration le 7 octobre 1928 avec la présentation de la Compañía de Operetas de Esperanza Iris.  Dans les années 60, le Théâtre inclut un nouveau écran pour cinemascope, mais au matin du 23 avril 1967, un incendie détruit la salle.
Au debut des années 70, le Ministère de la Culture entreprit l'idée d'acheter et de renouveler le théâtre.  En décembre 1981 fut de nouveau inauguré le théâtre, mais l'État dut restreindre l'accès au public pour terminer sa restauration.  L'inauguration finale eut donc lieu le 6 mars 1985.  
Le 7 avril 1986, le quotidien officiel du gouvernement, La Gaceta, annonça la loi 7023 qui donna au théâtre Melico Salazar le rang d'«cinstitution culturelle spécialisée » de l'État costaricien.

## Dédicace
Le théâtre doit son nom au ténor costaricien Manuel Salazar Zúñiga (né le 3 janvier 1887 et décédé le 6 août 1950) aussi connu comme Melico.  Grâce à sa voix, il fut connu dans le milieu mondial de l'opéra, tant en Europe, comme dans le continent américain, faisant parfois part des présentations du célèbre ténor italien Enrico Caruso.

## Architecture

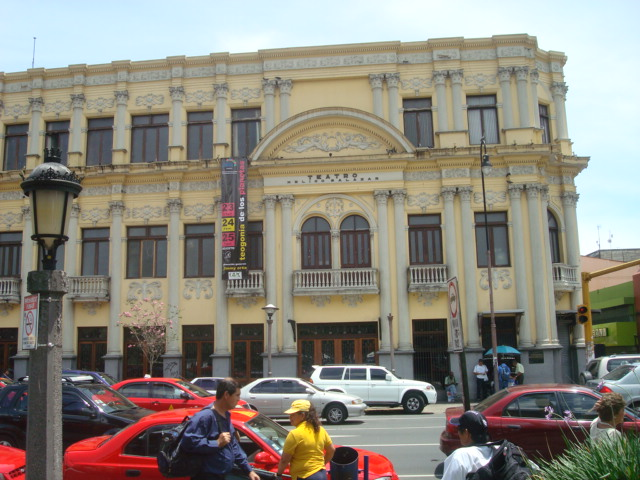
Théâtre Melico Salazar

L' architecture du Théâtre Melico Salazar est de type néo-classique tardif très libre quant aux lignes académiques, en concordance avec d'autres œuvres de l'architecte costaricien Garnier.  Ses façades géantes sont d'une esthétique corinthienne, avec des piédestaux à échelle humaine par où s'ouvrent les portes et les fenêtres au niveau de la rue. 
Au second étage, les balcons possèdent des balustres soutenus par des mascarons qui s'alternent avec d'autres fenêtres. Les bas-reliefs qui décorent l'ensemble sont modernistes, œuvre du catalan Gerardo Rovira. Actuellement, le bâtiment est considéré comme un des emblèmes du patrimoine historique de l'architecture de la capitale du Costa Rica.